# 张硕辅
张硕辅（1965年8月—），男，汉族，湖南长沙人，中华人民共和国政治人物。武汉水利电力学院（今武汉大学）河流力学及治河工程系河流力学及治河工程专业本科、硕士毕业，湖南大学环境科学与工程学院环境科学与工程专业在职工学博士学位。曾任中共广东省委常委、广州市委书记，现任广东省人大常委会副主任。

## 生平
1981年9月，在武汉水利电力学院（今武汉大学水利水电学院）河流力学及治河工程系河流力学及治河工程专业学习。1984年6月加入中国共产党。1985年7月，攻读本系水力学及河流动力学专业研究生，获硕士学位。1988年6月参加工作，分配到湖南省水利水电厅洞庭湖水利工程局，历任干部，计划综合科副科长、科长、副局长。1995年6月，任湖南省防汛抗旱指挥部办公室副主任，水利部湖南省澧水流域水利水电综合开发公司总经理助理。
1997年4月，任湖南省水利水电厅厅长助理、助理巡视员。2000年4月，任湖南省水利厅副厅长。2003年3月，任中共益阳市委副书记。2005年10月，任湖南省水利厅副厅长、党组副书记。2006年12月，任湖南省水利厅厅长、党组书记。2008年3月，任中共娄底市委副书记、代市长、市长。2011年6月，任中共永州市委书记。2013年1月，任湖南省人民政府副省长。
2015年4月，任中共云南省委常委、纪委书记。2017年1月，任中共北京市委常委、纪委书记，当选北京市监察委员会主任。2018年2月24日，当选为第十三届全国人大代表。2018年7月20日，任中共广东省委常委、广州市委书记。
2021年12月，卸任广州市委书记。同一天溫國輝也不再擔任廣州市市長。這是文化大革命以來首次出現廣州市市委書記和市長同時卸任的情況。外界指兩人同時辭任可能與廣州亂砍亂伐榕樹有關。后任广东省人大常委会党组成员。翌年1月当选为广东省人大常委会副主任。